# Kahak-e Fatḩābād
Kahak-e Fatḩābād (persiska: کهک فتح آباد) är en ort i Iran.   Den ligger i provinsen Kerman, i den sydöstra delen av landet, 900 km sydost om huvudstaden Teheran. Kahak-e Fatḩābād ligger 2 364 meter över havet och antalet invånare är 119.
Terrängen runt Kahak-e Fatḩābād är platt åt sydväst, men åt nordost är den kuperad.Runt Kahak-e Fatḩābād är det glesbefolkat, med 12 invånare per kvadratkilometer. Närmaste större samhälle är Cheshmeh Sabz-e Gowghar, 12,7 km norr om Kahak-e Fatḩābād. Omgivningarna runt Kahak-e Fatḩābād är i huvudsak ett öppet busklandskap.